# Montsinéry-Tonnegrande
Montsinéry-Tonnegrande es una comuna francesa ubicada en el centro-norte de la Guayana Francesa, al sudoeste de Cayena. Tiene un área de 600 km² y una población de 2.346 habitantes (datos de 2011). La comuna se llamaba anteriormente Tonnegrande-Montsinéry, pero el 27 de marzo de 1969 fue cambiado a su nombre actual.

## Historia
En esta comuna existió el Campo Crique Anguille, una colonia penal donde eran exiliados los prisioneros de la Indochina en la década de 1930.
También en esta localidad se encuentran las antenas repetidoras de radio usadas por emisoras de onda corta tales como Radio Francia Internacional, Radio Suiza Internacional, Radio Internacional de China, la BBC y Radio Japón. Su ubicación la hace ideal para enviar señales de radio hacia gran parte de América y a África.